# Islas Nanpō
Las islas Nanpō (南方諸島 Nanpō Shotō?) es el nombre colectivo para los grupos de islas que se encuentran al sur de las islas principales del archipiélago japonés. Se extienden desde la península de Izu al oeste de la bahía de Tokio en dirección sur por aproximadamente 1200 km. Las islas Nanpo son administradas por la prefectura de Tokio.
El Departamento Hidrográfico y Oceanográfico de la Guardia Costera de Japón define las islas de la siguiente manera:
- Nanpō Shotō (Islas Nanpō)

- Izu Shotō (Islas Izu)
- Ogasawara Guntō (Islas Bonin)

- Mukojima Rettō
- Chichijima Rettō
- Hahajima Rettoō

- Kazan Rettō (Islas Vulcano)

- Kita Iwo Jima (Iwo Jima del norte)
- Ioto (más conocida como Iwo Jima)
- Minami Iwo Jima (Iwo Jima del sur)
- Nishinoshima

- Parece Vela
- Minamitorishima

La Autoridad de Información Geoespacial de Japón, una agencia gubernamental responsable de la estandarización de los nombres de lugares, no utiliza el término Nanpō Shotō, aunque ha llegado a un acuerdo con la Guardia Costera de Japón sobre los nombres y extensiones de los subgrupos de Nanpō Shotō.
Los japoneses afirman haber descubierto las islas en 1593, mientras que los británicos reclamaron las islas en 1827. No se hizo ningún esfuerzo real para desarrollarlas, aunque se estableció una pequeña colonia de europeos y estadounidenses en Chichi-jima. Los colonos japoneses comenzaron a establecerse en las islas en 1853 y Japón reclamó las islas en 1861, anexionándolas en 1891 como parte de la prefectura de Tokio. A mediados de la década de 1930, las islas estaban cerradas a los extranjeros y se estableció una pequeña base naval en Chichi-jima.